# 森狙仙

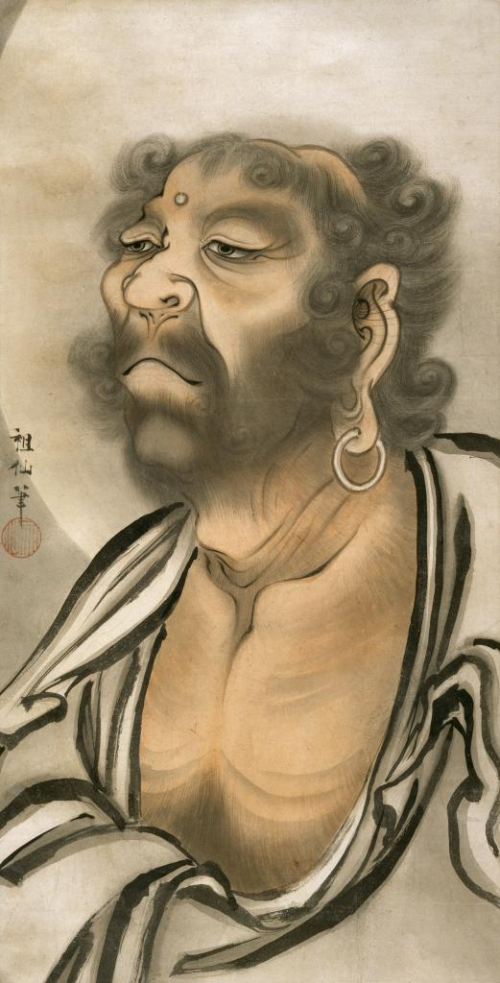
「出山釈迦図（:en:Shussan Shaka#Mori Sosen's Shussan Shaka）」（18世紀）ネルソン・アトキンス美術館蔵

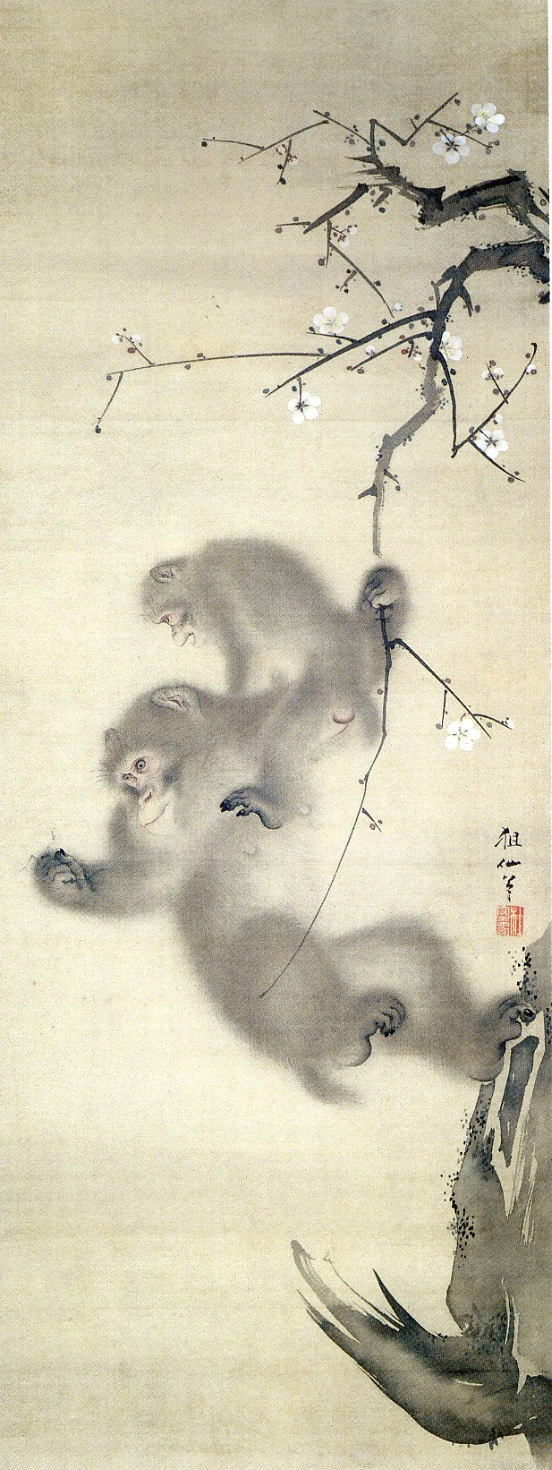
『梅花猿猴図』 心遠館蔵

森 狙仙（もり そせん、1747年（延享4年） - 1821年8月18日（文政4年7月21日））は日本の江戸時代後期の絵師。通称は八兵衛、名を守象、字は叔牙。号としては祖仙、如寒斎、霊明庵、屋号を用い花屋八兵衛とも称した。
狩野派や円山応挙などの影響を受けながら独自の画風を追求し、養子森徹山へと連なる森派の祖となった。主として動物画を描き、とりわけ得意とした猿画の代表作として『秋山遊猿図』がある。

## 生涯
森狙仙の生涯については残された資料が少なく、かなりの部分が不明である。延享4年（1747年）、絵師の森如閑斎という絵師の三男として生まれる。兄に、森陽信、森周峯がいる。出生地については大阪説、西宮説、長崎説がある。いずれの説をとるにせよ、大阪を中心に活動した。はじめ、勝部如春斎について狩野派の技術を学び、如寒斎と号した。天明4年（1784年）師の如春斎が没するあたりから、沈南蘋や円山応挙の影響を受けて画風を変え、写実を重視するようになり、猿画の名手として評判が高くなったと考えられる。天明8年（1788年）成立と推定される大田南畝『巴人集拾遺』に、「徂（原文ママ）仙猿画」という狂詩が載っている。
享和2年（1802年）に刊行された莚破居士著『浪華なまり』に流行作家として紹介されている。還暦を迎えた文化4年（1807年）にそれまで「祖仙」としていた号を「狙仙」と改める。
文化6年（1809年）、オランダ人によって初めてテナガザルの生体が日本に持ち込まれて衆目を集めたが、この出来事を記録した蒹葭堂雑録の挿絵は狙仙によるものである。テナガザルは日本画の主題としてしばしば取り上げられてきたが、それらは中国の絵図を元に制作されたものだった。
申年の文化11年（1814年）には柿本神社に絵馬を奉納した。
文政4年（1821年）、大阪で没した。墓所は西福寺（大阪市北区）にある。
次兄である森周峯の子であり円山応挙の高弟でもあった森徹山を養子に迎えた。徹山の後に森一鳳、森寛斎が続き、森派と称される。弟子に森春渓、中殿暁園など。

## 作品
残されている作品のうち、90%以上は猿の絵と言われる。柔らかな体毛の質感を表現する技術、個々の猿の生き生きとした表情やユーモラスな仕草を描く構成力、巧妙な擬人化による親しみやすさなど狙仙ならではのものである。猿画に習熟するにあたって、猟師に生け捕りしてきてもらった猿を観察して猿画を書いたが、それでは自然そのままの猿を知ることができないと知人に指摘されたため、山野で猿を観察することに数年を費やしたという伝説がある。他にも鹿・狸・猫・虎などの動物画にも秀逸なものが少なくない。反面、山水画や人物画はほとんどない。
2006年12月現在、『秋山遊猿図』が重要美術品に認定されているのを除き、国の重要文化財以上の指定を受けている作品はない。地方自治体の文化財として保護されているものとしては大阪府指定の『紫雲寺本堂内陣鳥獣画』、明石市指定の『猿の図絵馬』がある。『雨中桜五匹猿図』は2005年の切手趣味週間にちなむ80円郵便切手の図案に採用された。

### 作品リスト
| 作品名                              | 年代        | 種類       | 技法         | 寸法（縦x横cm） | 所有者                     | 所在地         | 典拠          |
| ----------------------------------- | ----------- | ---------- | ------------ | --------------- | -------------------------- | -------------- | ------------- |
| 紫雲寺本堂内陣鳥獣図                | 1773年?     | 障屏画82面 |              |                 | 紫雲寺                     | 吹田市         | [ 9 ]         |
| 孔雀図                              | 1786年      | 1幅        | 絹本着色     | 99.6x39.7       | フリーア美術館             | ワシントンD.C. | [ 11 ]        |
| 樹下双鹿図屏風                      | 1788年      | 二曲一隻   | 紙本着色     |                 | 千葉市美術館               | 千葉市         |               |
| 雪中三獣図                          | 1788-89年   | 襖4面      | 紙本墨画淡彩 |                 | 廣誠院                     | 京都市         | [ 12 ]        |
| 墨馬図屏風                          | 1797年前後  | 六曲一双   | 紙本金地墨画 |                 | 個人                       | ?              | [ 13 ]        |
| 龍・鹿図                            | 1797年頃    | 3幅対      | 絹本著色     | 93.3x33.3（各） | 根津美術館                 | 東京           | [ 14 ]        |
| 双猿胡蝶図                          | 1800年      | 1幅        | 絹本墨画着色 | 88x34           | ボストン美術館             | ボストン       | [ 15 ]        |
| Monkey Performing the Sanbaso Dance | 1800年      | 1幅        | 紙本墨画     |                 | パシフィックアジア博物館   | カリフォルニア | [ 16 ]        |
| 春日社頭鹿猿図                      | 1800-       | 1幅        | 絹本著色     |                 | 京都国立博物館             | 京都市         | [ 17 ]        |
| 猿の図絵馬                          | 1814年      | 絵馬       | 紙本著色     |                 | 柿本神社                   | 明石市         | [ 18 ]        |
| 松下虎図屏風                        | 1816年      | 四曲一隻   | 紙本着色     |                 | 個人                       |                | [ 19 ]        |
| 竹虎図                              | 1816年      | 1幅        | 絹本着色     |                 | 黒川古文化研究所           | 西宮市         | [ 20 ]        |
| Hart and Doe                        | 1817-1818年 |            | 絹本墨画着色 |                 | パシフィックアジア博物館   | カリフォルニア | [ 21 ]        |
| 秋山遊猿図                          | ?           | 2幅        | 紙本着色     |                 | 東京国立博物館             | 東京都         | [ 22 ]        |
| 岩上群猿図屏風                      | ?           | 2曲1隻     | 紙本著色     |                 | 三井記念美術館             | 東京都         | [ 23 ]        |
| 猿鹿図屏風                          | ?           | 6曲1双     | 紙本著色     |                 |                            |                | [ 24 ]        |
| 柳鷺図                              | 19世紀      | 1幅        | 紙本墨画     | 113.7x28.1      | 宝泉院                     | 京都市         | [ 25 ]        |
| 藤に三匹猿之図                      | ?           | 1幅        |              |                 | 一宮市博物館               | 一宮市         | [ 26 ]        |
| 雪中灯籠猿図                        | ?           | 1幅        | 絹本着色     |                 | 逸翁美術館                 | 池田市         | [ 20 ]        |
| 雨中桜五匹猿図                      | ?           |            |              |                 | 兵庫県立美術館西宮頴川分館 | 西宮市         | [ 27 ]        |
| 孔雀図屏風                          | ?           | 2曲1隻     | 紙本墨画     |                 | ボストン美術館             | ボストン       | [ 28 ] [ 29 ] |
| 猿図押絵貼屏風                      | ?           | 6曲2隻     | 紙本墨画淡彩 |                 | ボストン美術館             | ボストン       | [ 30 ] [ 31 ] |
| 雲龍図                              | ?           | 1幅        | 絹本墨画     |                 | ボストン美術館             | ボストン       | [ 32 ]        |
| 樹上二匹猿図                        | ?           | 1幅        | 紙本墨画着色 |                 | ボストン美術館             | ボストン       | [ 33 ]        |
| 双鹿図屏風                          | ?           | 2曲1隻     | 紙本着色     |                 | ボストン美術館             | ボストン       | [ 34 ]        |
| 梅花猿猴図                          | ?           | 1幅        | 絹本墨画淡彩 |                 | 心遠館                     | ロサンゼルス   | [ 35 ]        |
| 猿猴狙蜂図                          | ?           | 1幅        | 紙本墨画淡彩 |                 | 心遠館                     | ロサンゼルス   | [ 35 ]        |

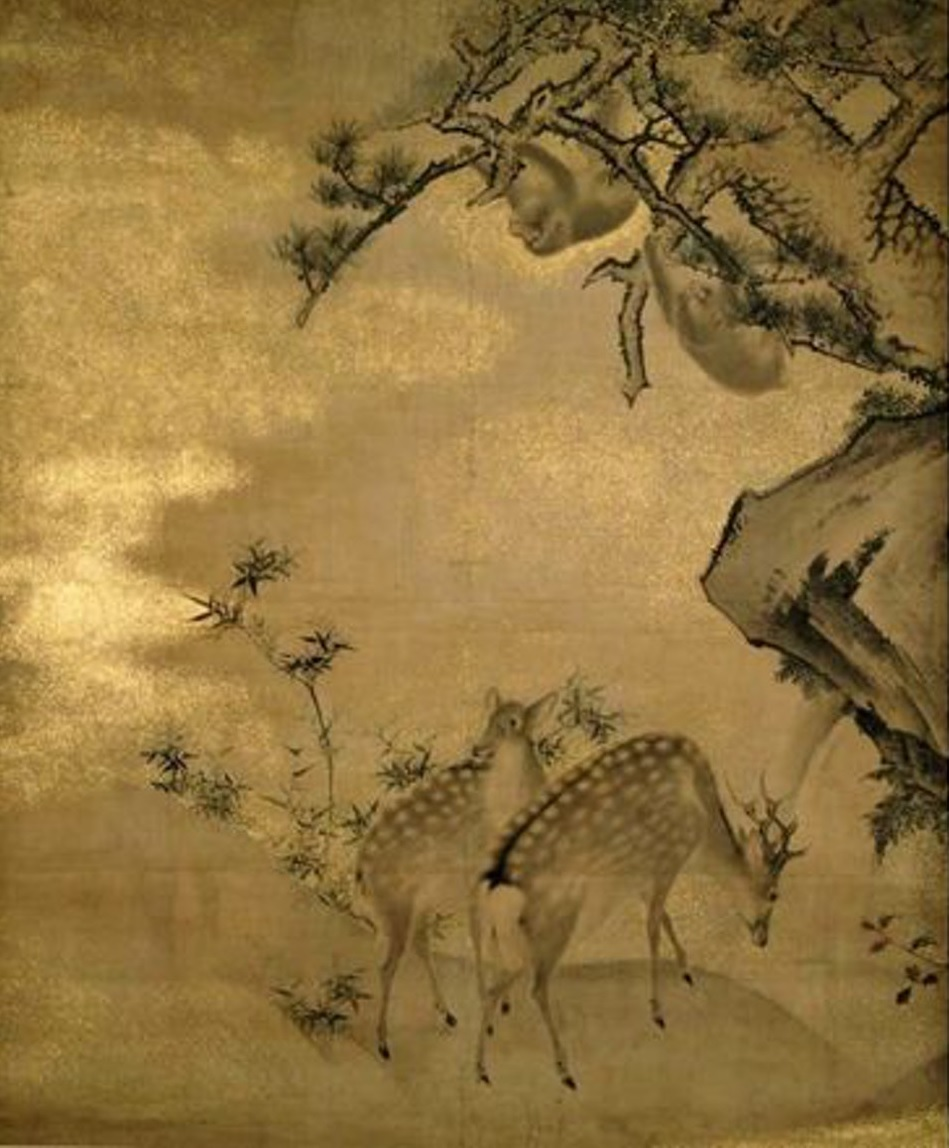
秋山遊猿図（双幅のうち左幅）東京国立博物館
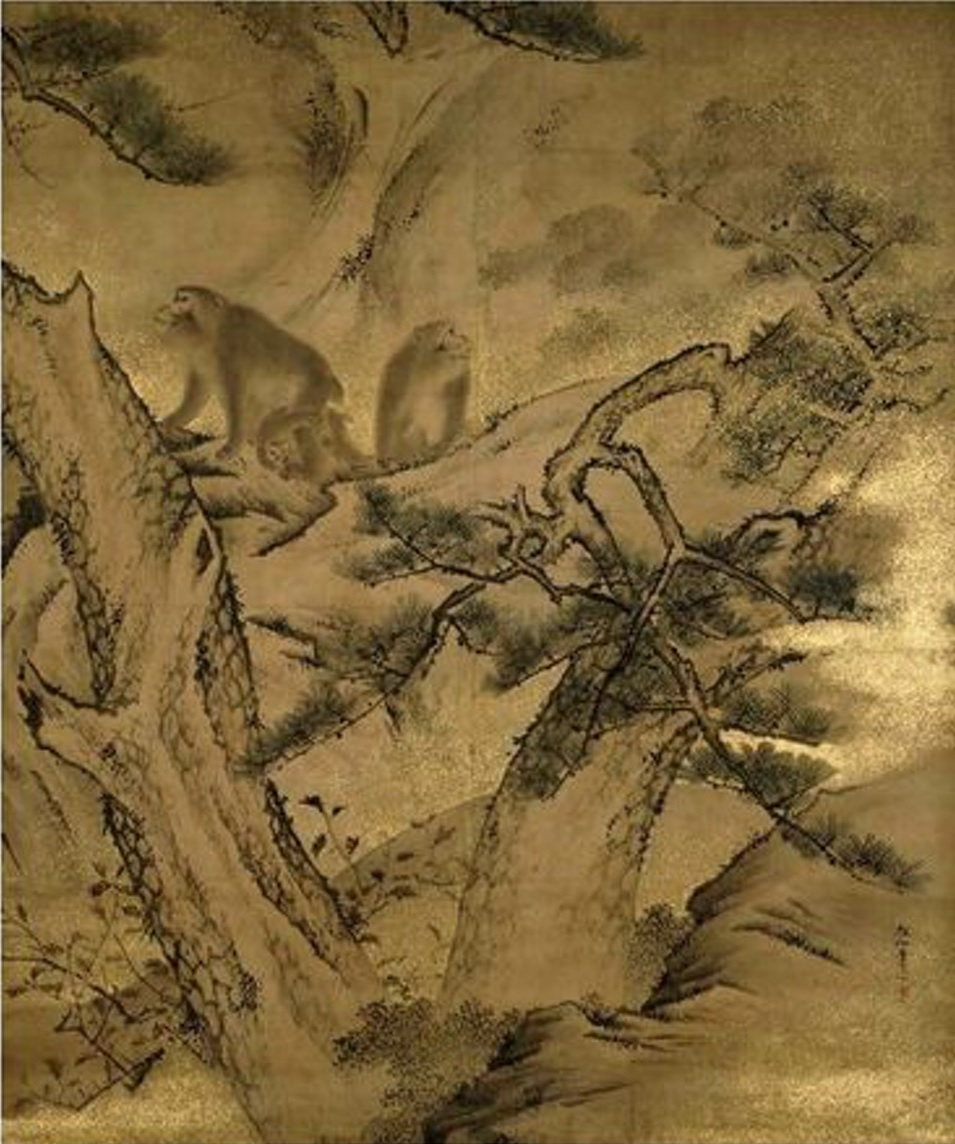
秋山遊猿図（双幅のうち右幅）東京国立博物館
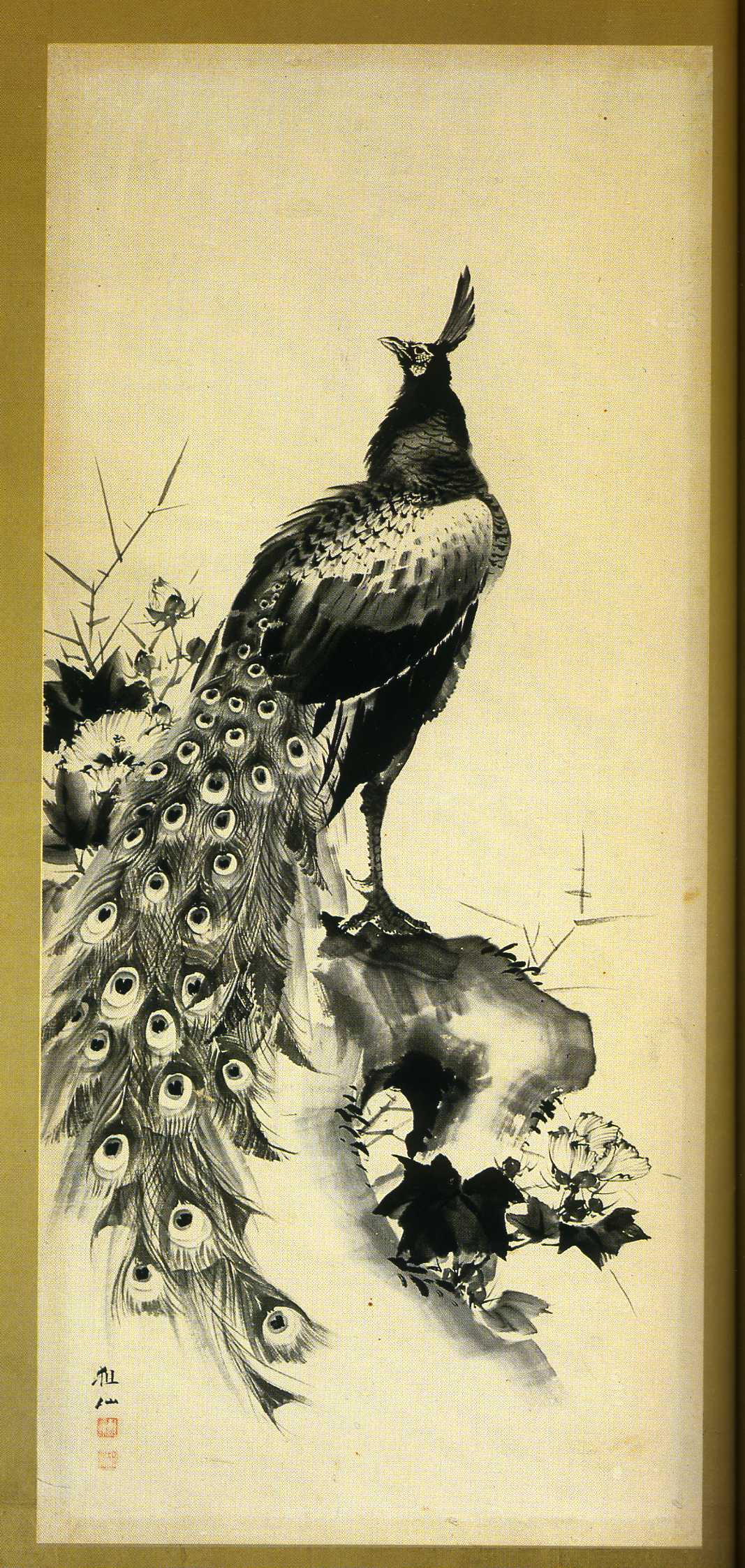
孔雀図（二曲一隻のうち） ボストン美術館
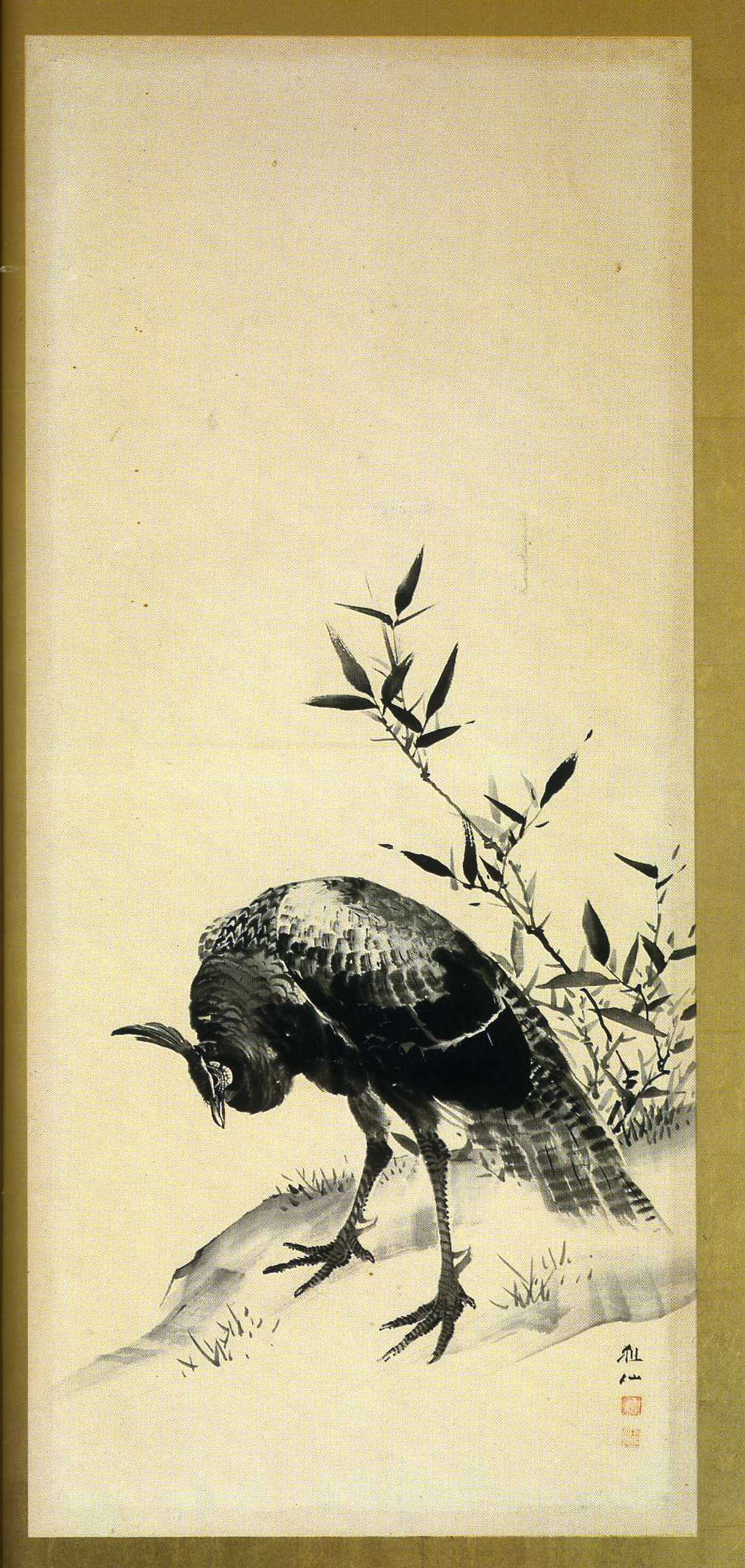
孔雀図（二曲一隻のうち） ボストン美術館